# Saint-Jeure-d’Andaure
Saint-Jeure-d’Andaure – miejscowość i gmina we Francji, w regionie Owernia-Rodan-Alpy, w departamencie Ardèche.
Według danych na rok 1990 gminę zamieszkiwały 94 osoby, a gęstość zaludnienia wynosiła 7 osób/km² (wśród 2880 gmin regionu Rodan-Alpy Saint-Jeure-d’Andaure plasuje się na 1527. miejscu pod względem liczby ludności, natomiast pod względem powierzchni na miejscu 882.).

## Populacja

Populacja Saint-Jeure-d’Andaure w latach 1962-2008